# Liste der Naturdenkmale in Esthal
Die Liste der Naturdenkmale in Esthal nennt die im Gemeindegebiet von Esthal ausgewiesenen Naturdenkmale (Stand 4. März 2024).

## Naturdenkmale
| Nr.             | Bezeichnung             | Lage                                                        | Beschreibung                                   | Bild                                    |
| --------------- | ----------------------- | ----------------------------------------------------------- | ---------------------------------------------- | --------------------------------------- |
| ND-7332-207 (b) | Wassersteine            | Erfenstein, westlich des Ortes auf dem Wassersteinberg Lage | Felsformation mit schüsselartigen Eintiefungen | Direkt Bild zu diesem Denkmal hochladen |
| ND-7332-539     | Felspartie              | Erfenstein, oberhalb der Burgruine Lage                     | Felspartie                                     | Fotos hochladen                         |
| ND-7332-540     | Burgfelsen Breitenstein | Breitenstein, oberhalb der Burgruine Lage                   | Felspartie                                     | Direkt Bild zu diesem Denkmal hochladen |
| ND-7332-542     | Fels am Sattelmühlereck | Sattelmühle, westlich des Ortes Lage                        | Felsen                                         | Direkt Bild zu diesem Denkmal hochladen |
| ND-7332-543     | Goldbrunnen             | Esthal, westlich des Ortes im Breitenbachertal Lage         | Quelle                                         | Fotos hochladen                         |
| ND-7332-544     | Straufelsbrunnen        | Esthal, östlich des Ortes im Straufelstal Lage              | Quelle mit Trog, Viehtränke und Waschbrunnen   | Direkt Bild zu diesem Denkmal hochladen |

## Ehemalige Naturdenkmale
| Nr. | Bezeichnung        | Lage                                        | Beschreibung                                                   | Bild                                    |
| --- | ------------------ | ------------------------------------------- | -------------------------------------------------------------- | --------------------------------------- |
|     | Hainbuche          | Sattelmühle, im Garten der Sattelmühle Lage | Carpinus betulus; Rechtsverordnung aufgehoben                  | Direkt Bild zu diesem Denkmal hochladen |
|     | Lyraförmige Kiefer | Breitenstein, an der Burgruine Lage         | Pinus sylvestris; Baum abgegangen, Rechtsverordnung aufgehoben | Fotos hochladen                         |